# Dario Palermo
Dario Palermo (Milano, 14 giugno 1970) è un compositore italiano.

## Biografia
Dario Palermo inizia i suoi studi musicali, chitarra classica, all'età di nove anni, seguendo poi studi di percussioni con Italo Savoia (Teatro alla Scala di Milano) e subito dopo presso la Civica Scuola di Musica di Milano con David Searcy e Jonathan Scully (Teatro alla Scala di Milano). Nei primi anni della sua carriera come interprete, ha suonato in tutta Europa in diversi ensembles, gruppi da camere e orchestre con, tra gli altri, Václav Neumann, Christa Ludwig, Thomas Allen e Claudio Abbado.
Negli stessi anni alla Civica Scuola di Musica, Dario Palermo inizia gli studi in composizione con Massimiliano Carraro, poi con Giorgio Colombo Taccani e Giovanni Verrando. Dario Palermo ha partecipato anche a seminari e lezioni con Pierre Boulez, Franco Donatoni, Emmanuel Nunes, Aldo Clementi e in particolare con Gérard Grisey. Nel 2003 è stato selezionato dall'IRCAM, Institut de Recherche et Coordination Acoustique / Musique of Paris, Composition e Music Computer Technologies
Dal 2003 vive tra Francia e Regno Unito, dove ha conseguito un dottorato di ricerca in composizione e tecnologie presso l'Università di East Anglia sotto la supervisione di Simon Waters.
Nel 2011 ha ricevuto la Royal Philharmonic Society - Drummond Fund Premio per un nuovo lavoro.
Tra il 1993 e il 1999 ha collaborato con Agon, centro di ricerca e produzione attraverso l'utilizzo di tecnologie elettroniche e informatiche, con Luca Francesconi come Direttore Artistico. In Agon è stato coinvolto nella programmazione e nella realizzazione di concerti, installazioni, opere musicali e teatrali e festivals.
Dario Palermo ha composto opere per forze che variano da solo a orchestra, anche coinvolgendo l'uso di dispositivi elettroacustici e nuove tecnologie. Le sue composizioni sono state eseguite in tutta Europa, in America e in Asia. Ha ricevuto commissioni da molte organizzazioni, festivals, ensembles e gruppi da camere. Le sue opere più recenti sono state premiate a Kings Place, Londra; Mediarte Festival, Monterrey; Festival Sonorities, Belfast; Southbank Centre e Southbank Centre Purcell Room, Londra; Centro Nacional de las Artes, Città del Messico; Gare du Nord, Basilea; Visiones Sonoras Festival, Morelia; Biennale di Venezia.
Dal 1995 insegna composizione, teoria e analisi, composizione elettroacustica e nuove tecnologie; tra il 1999 e il 2002, è entrato a far parte del Centro Tempo Reale di Firenze, per lavorare e realizzare il progetto di Luciano Berio per l'Alfabetizzazione musicale di base per i bambini attraverso l'uso delle Nuove Tecnologie. È stato invitato a tenere conferenze in corsi speciali, seminari avanzati e master-classes in diversi conservatori e università in tutto il mondo.

## Opere

### Strumentali
- Duo, for Horn and Marimba (2019)
- Etude nr.1, pour Piano (2015)
- Quatre Miniatures, pour deux Violons (2015)
- Trois Miniatures, pour Guitare Quartet (2014)
- RO  - Première danse de la Lune, for drum-set percussion and real time electronics (2011/12)
- The Difference Engine, for string quartet, mezzo-soprano and real time electronics (2010/11)
- Trance - Five Abstract Stations, for male Voice & real time electronics (2009)
- Ritual, version for Viola, real time composition & live electronics (2007-2008)
- Ritual, for Viola d'Amore, Real Time composition & Live Electronics (2006-2007)
- Exodus...Lands, for Horn, Vibraphone, Viola (2005-2006)
- Following The White Rabbit, for Contrabass Flute, Two Contrabass Clarinets, Contrabassoon and Live Electronics (2000)
- Move_On, for Piccolo & Live Electronics (2000)
- Cilla_Pusut, for female Vocal quartet, Mezzo-Soprano & Electronics (2000)
- Latitudes I, for Contrabass Flute & Live Electronics (1998)
- Lied II, for Bass Clarinet (1995)
- Oltre La Tela - Beyond The Canvas, (1993)
- Danza, for Cello solo (1993)

### Opera
- II - für sechs Stimmen (2018)
- Khantor's lollipops & the conjecture of the Pompeiu problem, a miniature opera (2017)
- sur l’excitation des corps, une miniature pour piano et ensemble (2016/17)
- Still Life v. IV, a film opera - for mezzo-soprano, contralto, trumpet, film and real time electronics (2013/14)
- Sill Life v. II, a film opera – responsive environment, for Drum-set Percussion, real time electronics audio & video (2013)
- music for The Difference Engine, for string quartet, mezzo-soprano, two dancers, real time electronics audio & video (2010/11)
- Latitudes Del Silencio, for large ensemble (2004-2006)

### Altre
- Sill_Life, a sound-video-scape live environment installation, live responsive environment (2012/13)
- Two Perspectives, For two performers and real-time electronic composition (2010)
- DISCOMBOBULATOR, (2009)
- Cyborg, for female Voice, Real Time Audio & Video (2002)

## Discografia
- 2015 - Difference Engines[5] Monographic CD – Amirani Records - AMRN 040 - 04C -

Quartetto Arditti; Catherine Carter, soprano; Milo Tamez, drum-set percussion; Jean-Michel Van Schouwburg, tenor